# Liste d'autorités chargées de la protection des données
Il existe dans le monde diverses autorités chargées de la protection des données (Data Protection Authority pour les anglophones), dont beaucoup sont impliquées dans un processus de conférences internationales pour la protection des données et de la vie privée, ayant abouti à la résolution de Madrid . 
Ce projet est inscrit au programme de travail de la Commission du droit international des Nations unies .

## Liste par groupes d'États
- Au niveau européen, le G29 et le Contrôleur européen de la protection des données (CEPD). En 2005, le Conseil de l'Europe, lors du Sommet mondial sur la société de l'information (Tunis, novembre 2005) puis dans le cadre des Forums sur la gouvernance de l’Internet (Athènes en 2006, Rio en 2007) a soutenu le processus.
- le 12 juin 2007,  l’OCDE a adopté une recommandation relative à la « coopération transfrontière dans l’application des législations protégeant la vie privée », visant en particulier à « améliorer les cadres nationaux pour l’application des lois sur la vie privée afin que les autorités nationales puissent mieux coopérer avec les autorités étrangères et à élaborer des mécanismes internationaux efficaces destinés à faciliter la coopération transfrontalière pour l’application des lois sur la vie privée » [1] ;
- un réseau ibéro-américain de protection des données (RIPD) existe. En mai 2008, il a adopté une déclaration, lors de sa 6e réunion, en Colombie, appelant les conférences internationales à la protection des données et à la vie privée « à poursuivre, indépendamment de leur appartenance géographique, leurs efforts en vue de l’adoption d’un instrument juridique commun » ;
- Un autre réseau est celui des Autorités de protection des données d’Europe centrale et orientale (ou APDCO). Ce réseau, lors de sa réunion de juin 2008, en Pologne, a exprimé sa volonté de poursuivre et renforcer ses activités au sein de l’APDCO, dont celle d'élaborer des solutions communes et d’assister les nouveaux membres dans la mise en place de leur législation de protection des données

## Liste par pays

### Autorités impliquées dans le processus de conférences internationales pour la protection des données et de la vie privée
- Allemagne : Bundesbeauftragte für den Datenschutz und die Informationsfreiheit ;
- Andorre : Agence de protection des données de la Principauté d’Andorre (The Data Protection Agency of Andorra) ;
- Argentine : Direction nationale pour la protection des données de l’Argentine (The National Directorate for Personal Data Protection of Argentina) ;
- Guernesey : The Data Protection Commissioner of Guernsey ;
- Belgique : Gegevensbeschermingsautoriteit -  Autorité de protection des données (APD)  ;
- Canada : Commissaire à la protection de la vie privée du Canada ;
- Côte d’Ivoire : Autorité de Régulation des Télécommunications/TIC de Côte d’Ivoire (ARTCI) ;
- Espagne : Agencia de Protección de Datos, en trois agences :
  - Pays basque : Agence de protection des données du Pays basque (The Data Protection Agency of the Basque Country) ;
  - Catalogne : Agence de protection des données de la Catalogne (The Data Protection Agency of Catalonia, Espagne) ;
  - Région de Madrid : Agence de protection des données de Madrid (The Data Protection Agency of the Region of Madrid, Espagne) ;
- France : Commission nationale de l'informatique et des libertés (CNIL) ;
- Grèce : Autorité hellénique de protection des données (Hellenic Data Protection Authority) ;
- Irlande : Commissaire à la protection des données de l’Irlande (Data Protection Commissioner ou DPC) ;
- Italie : Garante per la Protezione dei Dati Personali ;
- Lituanie : Inspectorat d’État à la protection des données de la République de Lituanie (State Data Protection Inspectorate) ;
- Maroc : Commission nationale de contrôle de la protection des données à caractère personnel ;
- Nouvelle-Zélande : Commissaire à la vie privée de Nouvelle-Zélande (The New Zealand Privacy Commissioner) ;
- Pays-Bas : Autoriteit Persoonsgegevens ou AP (Dutch Data Protection Authority ou Dutch DPA) ;
- Pologne : Inspecteur général à la protection des données (Inspector General for Personal Data Protection) ;
- Portugal : Commission nationale de la protection des données, (The National Data Protection Commission) ;
- République tchèque : Office pour la protection des données (Office for Personal Data Protection) ;
- Royaume-Uni : Office du commissaire à l’information (Information Comissioner’s Office ou ICO) ;
- Sénégal : Commission de protection des données personnelles
- Suisse : Protection des données et transparence.

### Hors du réseau des conférences internationales
- la Commission de contrôle des informations nominatives à Monaco